# Karen National Defense Organization

Fahne der Karen National Defense Organization

Die Karen National Defense Organization (Burmesisch: ကရင်အမျိုးသား ကာကွယ်ရေး အဖွဲ့အစည်, Karen: ကညီဒီကလုာ်ဂၢၤသးကရၢ, Thai: องค์กรป้องกันแห่งชาติกะเหรี่ยง kurz KNDO) ist der zweite bewaffnete Arm der Karen National Union (KNU). Die größere und bekanntere bewaffnete Organisation ist die Karen National Liberation Army (KNLA). Die KNDO wurde 1947 von der KNU gegründet als bewaffnete lokale Kräfte, um Karen-Dörfer in Zentralburma zu schützen. Am 11. Oktober 2015 unterzeichnete die KNDO einen Waffenstillstand mit der Zentralregierung von Myanmar. Nach dem Militärputsch im Januar 2021 nahm die KNDO den bewaffneten Kampf wieder auf. Die KNDO geriet 2021 und 2022 durch die Ermordung von Zivilisten in die Schlagzeilen. Am 16. Juli 2022 trennte sich Brigade-General Nerdah Bo Mya von der KNDO und gründete eine neue Karen-Armee, die Kawthoolei Army (KTLA), nachdem die KNU ihn als Kommandant der KNDO entlassen hatte. Als Grund wurde die Ermordung von 25 Zivilisten durch Truppen unter seinem Kommando angegeben. Wie viele Angehörige der KNDO dem Aufruf von Nerdah Bo Mya folgten, seiner neuen Armee beizutreten, ist unklar. In den Folgemonaten kam es zu Kämpfen zwischen den Einheiten, obwohl die rivalisierenden Gruppen versuchten, sich aus den Weg zu gehen. Im Januar 2023 nahmen die KTLA und die KNDO an Kampfhandlungen gegen die Zentralregierung teil. Beide Organisationen unterstützen die People’s Defence Forces der National Union Government (NUG) und beteiligten sich an der Erstürmung von Positionen der Karen State Border Guard Forces.